# Apipitzactitla
Apipitzactitla är en ort i Mexiko.   Den ligger i kommunen Tehuipango och delstaten Veracruz, i den sydöstra delen av landet, 240 km öster om huvudstaden Mexico City. Apipitzactitla ligger 2 127 meter över havet och antalet invånare är 675.
Terrängen runt Apipitzactitla är huvudsakligen kuperad, men åt nordost är den bergig. Runt Apipitzactitla är det ganska tätbefolkat, med 134 invånare per kvadratkilometer. Närmaste större samhälle är Tecpantzacoalco, 2,9 km sydost om Apipitzactitla. Omgivningarna runt Apipitzactitla är en mosaik av jordbruksmark och naturlig växtlighet.